# Loidlsee
Der Loidlsee ist ein durch einen Murenabgang des ehemaligen Bergwerks Hausham in den 1950er Jahren entstandener See am Nordrand des Mangfallgebirges. Der See staut seit diesem Erdrutsch den Tiefenbach. Auf historischen Karten ist der See noch nicht vorhanden. Namensgeber war der für das Jagdrevier damals zuständige Jäger Loidl.
Der See wird vom Bezirksfischereivereins Miesbach-Tegernsee e.V. als Fischereigewässer genutzt.
Unter den Einheimischen ist der Loidlsee auch als Silbersee bekannt. Der Name geht auf die Westernstadt „Fort  Christoph“ zurück, die sich von 1972 bis in die 80er Jahre dort befand. Deren Betreiber verwendeten den Namen "Silbersee", angelehnt an den Karl-May-Roman "Schatz im Silbersee". Der Name blieb bis heute erhalten.